# JR East série HB-E210
La série HB-E210 (HB-E210系, HB-E210-kei) est un type de rame automotrice hybride exploitée par la compagnie East Japan Railway Company (JR East) au Japon.

## Description
La série comprend huit exemplaires de 2 voitures fabriqués par J-TREC.
Chaque voiture est équipée d'un moteur diesel de 331 kW et de deux ensembles de batteries lithium-ion d'une capacité de 15,2 kWh. Au démarrage du train, l'énergie stockée dans les batteries est utilisée pour alimenter les moteurs de traction. Le moteur diesel est ensuite utilisé pour alimenter les moteurs de traction via un générateur électrique, si le train a besoin d'une accélération supplémentaire ou de monter une pente. Lors du freinage, les moteurs de traction agissent comme un générateur et rechargent les batteries.

## Histoire
Les rames de la série HB-E210 ont été introduites le 30 mai 2015. La série a remporté un Laurel Prize en 2016.

## Affectation
Les rames de la série HB-E210 sont affectées à la ligne Senseki-Tōhoku reliant Sendai à Onagawa via les lignes Tōhoku et Senseki.

## Galerie photos

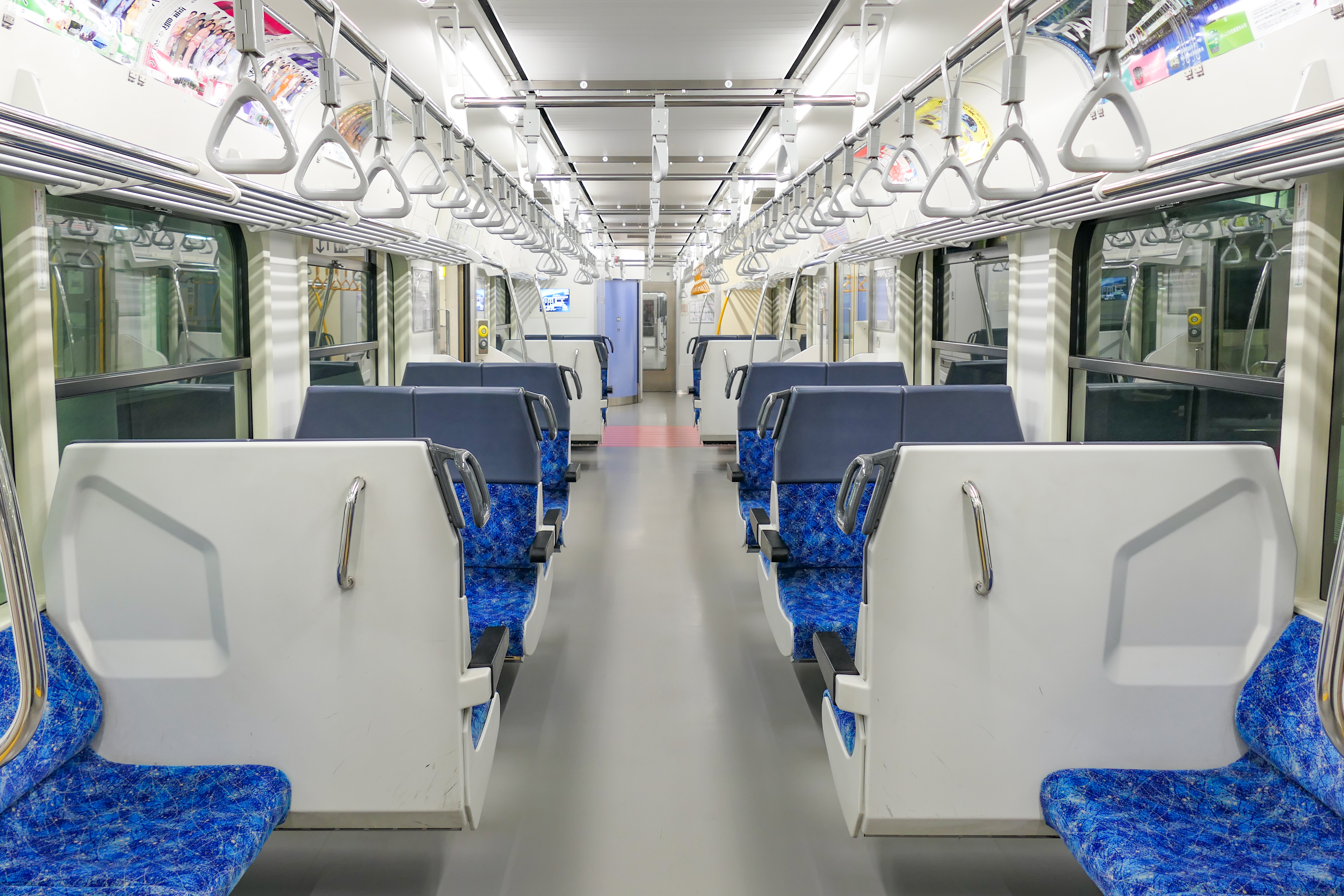
Intérieur d'une voiture.
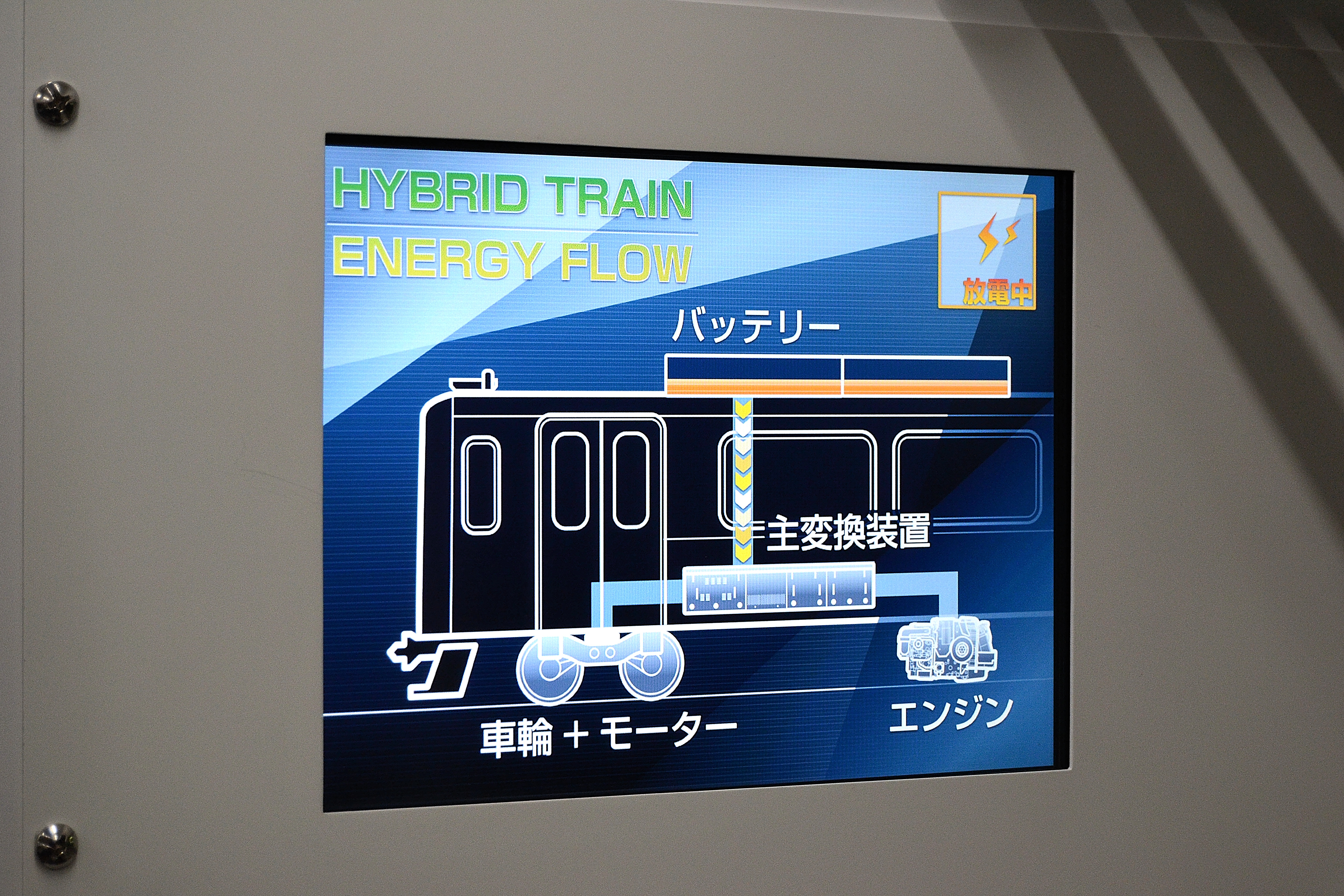
Ecran LCD présentant le système hybride.
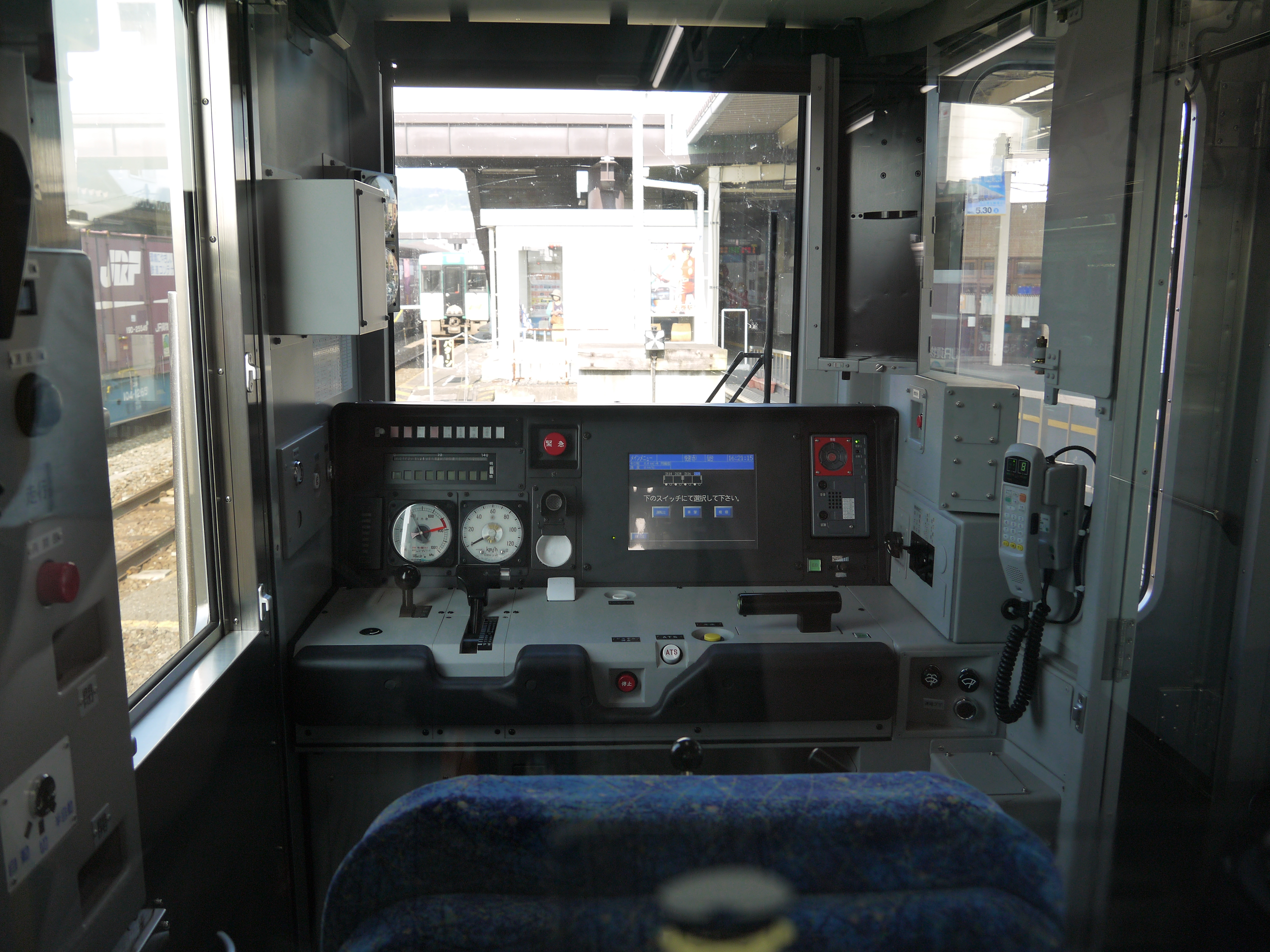
Cabine de conduite.